# Úpravy snadné údržby textilií
Úpravy snadné údržby textilií (angl.: easy care of textiles, něm.: Pflegeleichtausrüstung) jsou způsoby zušlechťování textilií z celulózových nebo živočišných vláken za účelem
- snížení mačkavosti

- snadnějšího žehlení

- zlepšení tvarové stability

- zvýšení stálosti při praní

- možnosti snadného odstranění špíny

Zušlechťování se provádí s podmínkou minimálního snížení pevnosti v oděru zpracovávané textilie. 